# Donyell Malen
Donyell Malen (sinh ngày 19 tháng 1 năm 1999) là một cầu thủ bóng đá chuyên nghiệp người Hà Lan hiện đang thi đấu ở vị trí tiền đạo cho câu lạc bộ Premier League Aston Villa và đội tuyển bóng đá quốc gia Hà Lan. 
Malen bắt đầu sự nghiệp chuyên nghiệp của mình tại PSV Eindhoven, bên cạnh đó anh cũng từng thi đấu cho Ajax và Arsenal ở cấp độ trẻ.
Từng là tuyển thủ trẻ của đội tuyển Hà Lan từ năm 2014, Malen có lần đầu khoác áo cho đội tuyển quốc gia cấp chuyên nghiệp vào năm 2019. Anh đại diện cho đất nước tham dự UEFA Euro 2020, UEFA Nations League 2023 và UEFA Euro 2024.

## Đầu đời
Donyell Malen sinh ra vào ngày 19 tháng 1 năm 1999 ở Wieringen thuộc tỉnh Bắc Hà Lan (Noord-Holland), có cha là người Suriname và mẹ là người Hà Lan. Mẹ anh là một tài xế taxi và cha anh là một cầu thủ bóng đá chuyên nghiệp. Họ ly thân khi con trai họ hai tuổi. Sau đó, Malen cùng mẹ chuyển đến ngôi làng Westerland gần đó. Do nghề nghiệp của mẹ, cả cha lẫn mẹ thường xuyên chăm sóc anh và giới thiệu anh với bóng đá trong khu vườn của họ.

## Sự nghiệp câu lạc bộ

### Sự nghiệp ban đầu
Sinh ra ở Wieringen, Hollands Kroon, Malen bắt đầu sự nghiệp tại Ajax vào năm 2007. Bất chấp sự phản đối gay gắt từ Ajax, anh rời Ajax vào năm 2015 để gia nhập câu lạc bộ Anh Arsenal. Malen gia nhập Arsenal vì hai huyền thoại của anh, Thierry Henry và Dennis Bergkamp, từng thi đấu cho Arsenal.

### Arsenal

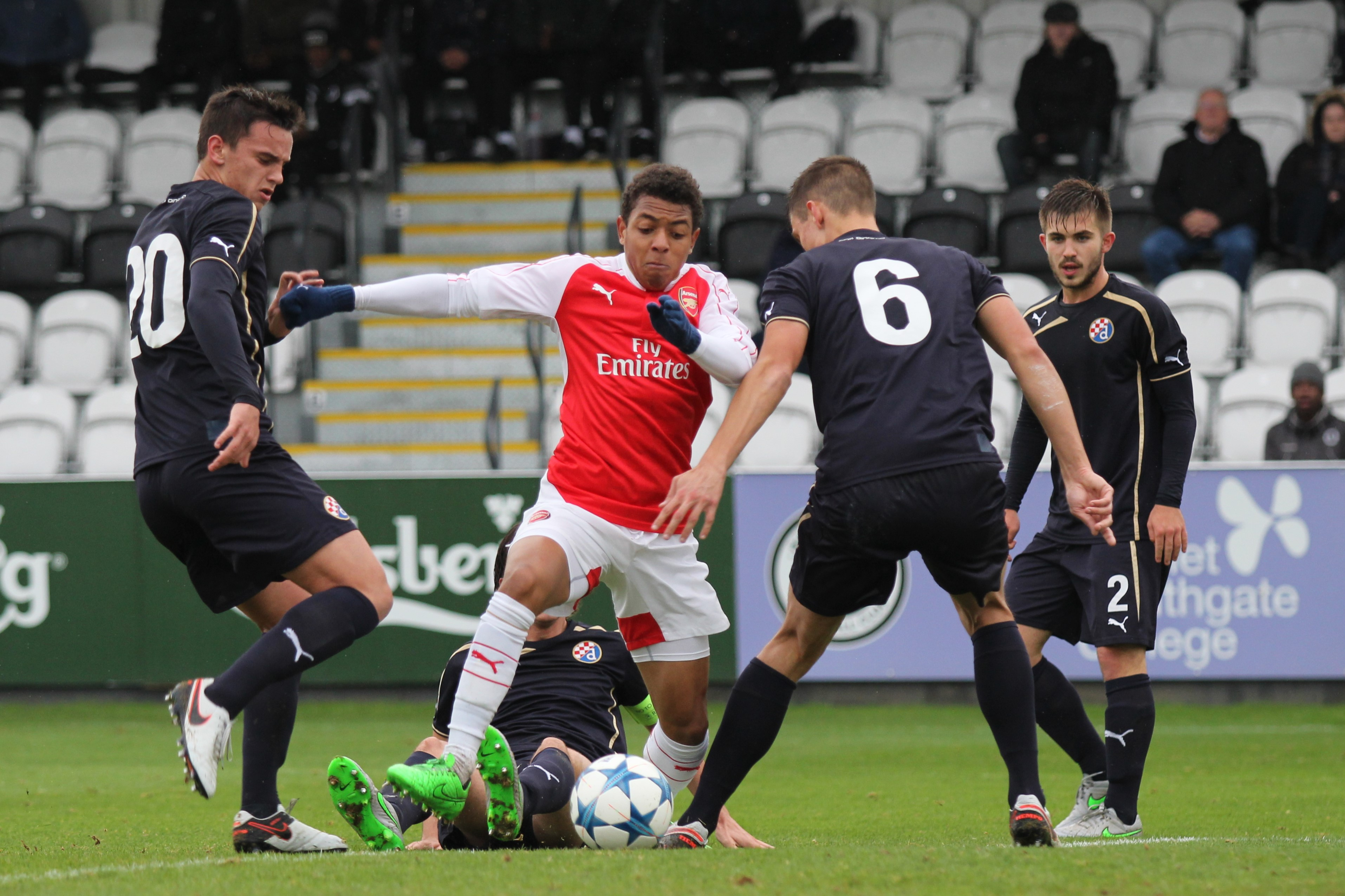
Donyell Malen thi đấu cho Arsenal

Malen từng thi đấu cho các đội trẻ của Arsenal tại các giải đấu Professional Development League, FA Youth Cup và UEFA Youth League trong mùa giải 2015–16. Anh bắt đầu thể hiện tài năng ấn tượng của mình trong mùa giải đầu tiên khoác áo Pháo thủ. Anh ghi bàn trong trận tứ kết FA Youth Cup gặp Coventry City, trận mà Arsenal giành chiến thắng trên chấm phạt đền. Vào sân từ băng ghế dự bị, anh ghi bàn vào lưới Manchester City trong trận bán kết FA Youth Cup 2016 tại sân vận động Emirates. Malen ra sân 30 lần trong mùa giải và ghi 14 bàn trong mùa giải đó. Trong mùa giải 2016–17, Malen được sử dụng nhiều ở vị trí tiền vệ cánh và tham gia chuyến du đấu của câu lạc bộ trước mùa giải 2017–18 tại Úc và Trung Quốc. Anh ra mắt cho đội một của Arsenal trong trận chiến thắng 2–0 trước Sydney vào ngày 13 tháng 7.

### PSV
Vào cuối tháng 8 năm 2017, Arsenal bán Malen cho PSV Eindhoven.
Malen tiếp tục chơi ở vị trí tiền vệ chạy cánh cho Jong PSV. Vào ngày 24 tháng 11, Malen ghi một cú đúp trong trận thắng 6–0 của Jong PSV trước Telstar. Anh lại ghi bàn trong chiến thắng 3–0 của PSV II trước FC Oss vào ngày 27 tháng 11. Malen ghi bàn và thực hiện một pha kiến tạo trong trận thua 2–3 của PSV II trước Fortuna vào ngày 4 tháng 12. Anh lại ghi bàn trong trận hòa 1–1 trước Go Ahead Eagles vào ngày 12 tháng 12. Malen tiếp tục có tên trong đội Jupiler League của Voetbal International một ngày sau đó.
Malen đã được trao giải Con bò đồng (Bronze Bull) vào ngày 29 tháng 1 năm 2018 với tư cách là Tài năng xuất sắc nhất trong giai đoạn thứ hai của Jupiler League 2017–18. Anh ra mắt cho PSV trong chiến thắng 4–0 trước PEC Zwolle vào ngày 3 tháng 2 tại Eredivisie. Malen tiếp tục giành chức vô địch Eredivisie 2018 cùng PSV. Anh cũng kết thúc mùa giải 2017–18 với tư cách là vua phá lưới của Jong PSV.
Vào ngày 14 tháng 9 năm 2019, Malen ghi cả 5 bàn thắng cho PSV trong trận thắng đậm trước Vitesse. Vào ngày 29 tháng 10 năm 2020, anh ghi một cú đúp trong chiến thắng 2–1 trên sân khách trước AC Omonia tại UEFA Europa League 2020–21. Malen đã có thành tích tốt nhất cho PSV trong mùa giải 2020–21 khi ghi 19 bàn sau 32 trận trong khi câu lạc bộ của anh đứng thứ hai tại Eredivisie. Anh đã ghi thêm 8 bàn thắng nữa trong các giải đấu Europa League và KNVB Cup. Bên cạnh đó, anh đã thực hiện 10 pha kiến tạo và thể hiện phẩm chất của một tiền đạo đa năng.

### Borussia Dortmund

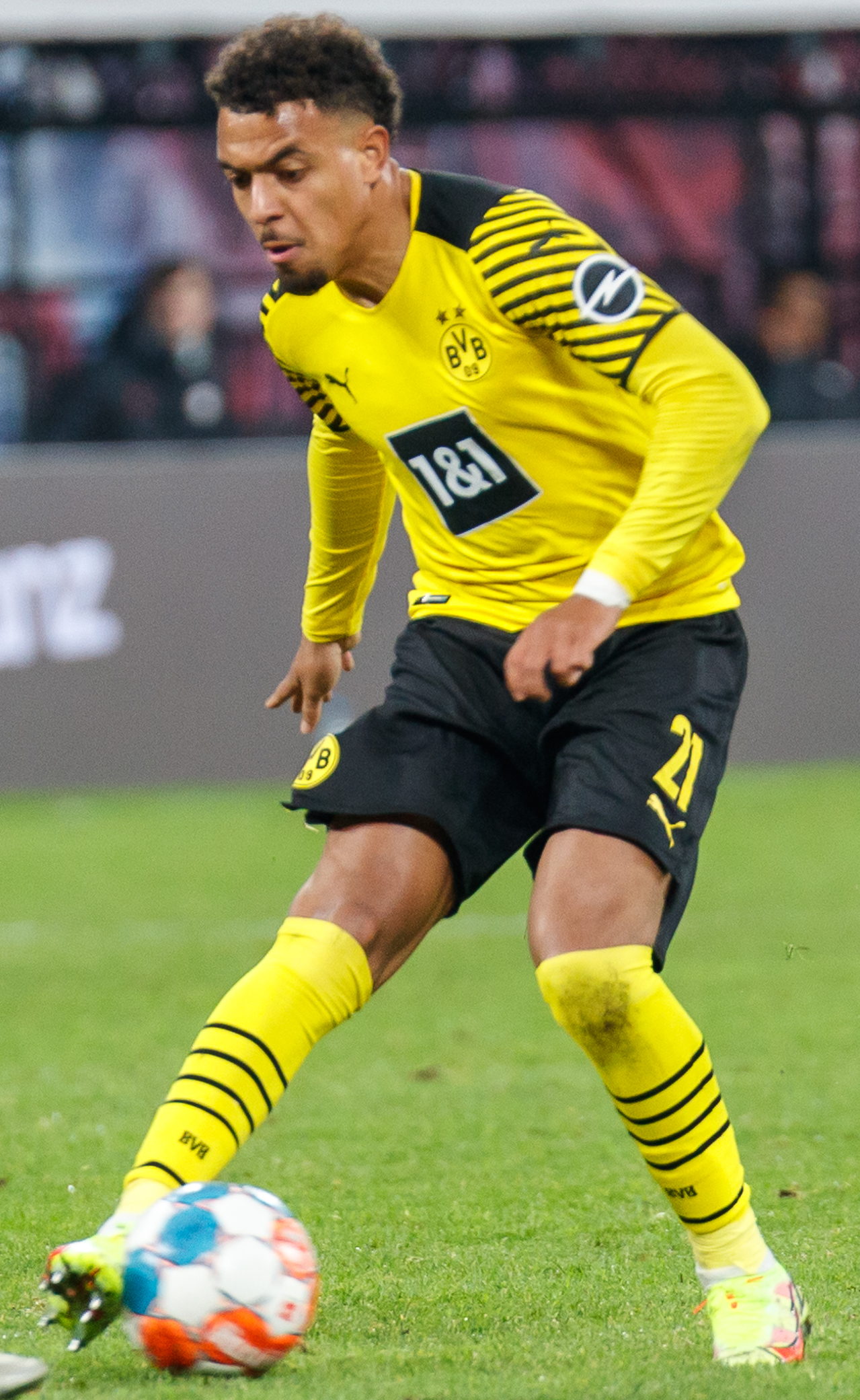
Donyell Malen trong màu áo Borussia Dortmund năm 2021

Vào ngày 27 tháng 7 năm 2021, Malen chuyển đến câu lạc bộ Borussia Dortmund tại Bundesliga với một bản hợp đồng có thời hạn 5 năm và trị giá 30 triệu euro. Vào ngày 28 tháng 9 năm 2021, anh ghi bàn thắng đầu tiên tại Champions League trong chiến thắng 1–0 trước Sporting CP. Trong mùa giải 2022–23, anh ghi chín bàn thắng tại giải vô địch quốc gia trở thành cầu thủ ghi nhiều bàn thắng nhất cho câu lạc bộ cùng với Julian Brandt và Sébastien Haller.
Vào ngày 20 tháng 2 năm 2024, anh trở thành cầu thủ bóng đá Hà Lan đầu tiên ghi bàn vào lưới đội bóng quê nhà tại Champions League trong trận hòa 1–1 trước câu lạc bộ cũ PSV Eindhoven kể từ khi người đồng hương Arjen Robben làm được điều tương tự 8 năm trước. Trong mùa giải 2023–24, anh lập kỷ lục cá nhân cao nhất tại Bundesliga khi trở thành cầu thủ ghi nhiều bàn thắng nhất cho câu lạc bộ của mình với 13 bàn thắng.

### Aston Villa
Vào ngày 13 tháng 1 năm 2025, Malen và Borussia Dortmund đạt thoả thuận với Aston Villa gia nhập câu lạc bộ với thoả thuận trị giá 25 triệu euro.

## Sự nghiệp quốc tế

### Đội tuyển trẻ
Malen từng chơi cho đội tuyển U-15 quốc gia Hà Lan, đội tuyển U-16 quốc gia và tham gia Giải vô địch U-17 châu Âu 2015 tại Bulgaria cùng đội tuyển U-17 quốc gia. Anh đã chơi trong cả ba trận đấu vòng bảng khi đội tuyển U-17 quốc gia bị loại sau vòng bảng. Một năm sau, Malen tham dự Giải vô địch U-17 châu Âu tại Azerbaijan và cùng đội lọt vào trận chung kết và thất bại trước Bồ Đào Nha. Malen ra sân tổng cộng 20 lần và ghi được một bàn thắng. Sau đó, anh chơi bảy trận cho đội tuyển U-18 quốc gia và 11 trận cho đội tuyển U-19 quốc gia.
Vào ngày 6 tháng 9 năm 2018, anh lần đầu tiên được triệu tập vào đội tuyển U-21 Hà Lan trong trận hòa không bàn thắng với Anh ở Norwich.

### Đội tuyển quốc gia
Vào cuối tháng 8 năm 2019, Malen được huấn luyện viên Ronald Koeman triệu tập lên đội tuyển quốc gia Hà Lan để tham dự vòng loại UEFA Euro gặp Đức và Estonia. Vào ngày 6 tháng 9 năm 2019, anh vào sân thay cho Marten de Roon ở phút thứ 58 trong chiến thắng 4–2 trước Đức ở Volksparkstadion, Hamburg và ghi bàn thắng đầu tiên để giúp Hà Lan dẫn trước 3–2. Malen cũng được sử dụng trong ba trận tiếp theo trong vòng loại và ghi một bàn. Với vị trí thứ hai trong bảng, Hà Lan lọt vào vòng chung kết sau người hàng xóm Đức. Người kế nhiệm Koeman, Frank de Boer, đã tiếp tục sử dụng anh trong hàng tiền đạo cùng với Memphis Depay hoặc Wout Weghorst. Malen và đội tuyển quốc gia Hà Lan phải giã từ Euro 2020 sau khi bị loại ở vòng 16 đội trước Cộng hòa Séc. Malen không có tên trong đội tuyển Hà Lan tại World Cup 2022 ở Qatar sau khi ghi ba bàn ở vòng loại.
Vào tháng 6 năm 2023, Malen là thành viên của đội tuyển Hà Lan tham dự Vòng chung kết UEFA Nations League 2023. Anh ghi bàn mở tỷ số trong trận thua chung cuộc 4–2 trước Croatia ở trận bán kết và cũng xuất phát trong trận thua ở trận play-off tranh hạng ba trước Ý trước khi được thay ra bởi Steven Bergwijn trong hiệp một.
Vào ngày 29 tháng 5 năm 2024, Malen có tên trong đội tuyển quốc gia Hà Lan tham dự UEFA Euro 2024. Trong trận đấu ở vòng 16 đội trước România, anh ghi một cú đúp trong chiến thắng 3–0 để giúp Hà Lan giành quyền vào tứ kết.

## Phong cách chơi bóng
Malen là một cầu thủ cực kỳ nhanh nhẹn, sở hữu kỹ năng rê bóng tuyệt vời và có khả năng ghi bàn hiệu quả. Anh được cựu huấn luyện viên đội trẻ Ajax, Brian Tevreden, ví như tiền đạo người Chile Alexis Sánchez.

## Thống kê sự nghiệp

### Câu lạc bộ
Tính đến 1 tháng 2 năm 2025
| Câu lạc bộ          | Mùa giải            | Giải vô địch        | Giải vô địch | Giải vô địch | Cúp quốc gia | Cúp quốc gia | Châu lục | Châu lục | Khác | Khác | Tổng cộng | Tổng cộng |
| Câu lạc bộ          | Mùa giải            | Hạng đấu            | Trận         | Bàn          | Trận         | Bàn          | Trận     | Bàn      | Trận | Bàn  | Trận      | Bàn       |
| ------------------- | ------------------- | ------------------- | ------------ | ------------ | ------------ | ------------ | -------- | -------- | ---- | ---- | --------- | --------- |
| Jong PSV            | 2017–18             | Eerste Divisie      | 22           | 13           | —            | —            | —        | —        | —    | —    | 22        | 13        |
| PSV Eindhoven       | 2017–18             | Eredivisie          | 4            | 0            | 0            | 0            | 0        | 0        | —    | —    | 4         | 0         |
| PSV Eindhoven       | 2018–19             | Eredivisie          | 31           | 10           | 2            | 0            | 8        | 1        | 1    | 0    | 42        | 11        |
| PSV Eindhoven       | 2019–20             | Eredivisie          | 14           | 11           | 0            | 0            | 10       | 6        | 1    | 0    | 25        | 17        |
| PSV Eindhoven       | 2020–21             | Eredivisie          | 32           | 19           | 3            | 1            | 10       | 7        | —    | —    | 45        | 27        |
| PSV Eindhoven       | Tổng cộng           | Tổng cộng           | 81           | 40           | 5            | 1            | 28       | 14       | 2    | 0    | 116       | 55        |
| Borussia Dortmund   | 2021–22             | Bundesliga          | 27           | 5            | 2            | 0            | 8        | 4        | 1    | 0    | 38        | 9         |
| Borussia Dortmund   | 2022–23             | Bundesliga          | 26           | 9            | 3            | 1            | 6        | 0        | —    | —    | 35        | 10        |
| Borussia Dortmund   | 2023–24             | Bundesliga          | 27           | 13           | 3            | 1            | 8        | 1        | —    | —    | 38        | 15        |
| Borussia Dortmund   | 2024–25             | Bundesliga          | 14           | 3            | 2            | 0            | 5        | 2        | 0    | 0    | 21        | 5         |
| Borussia Dortmund   | Tổng cộng           | Tổng cộng           | 94           | 30           | 10           | 2            | 27       | 7        | 1    | 0    | 132       | 39        |
| Aston Villa         | 2024–25             | Premier League      | 2            | 0            | 0            | 0            | 0        | 0        | —    | —    | 2         | 0         |
| Tổng cộng sự nghiệp | Tổng cộng sự nghiệp | Tổng cộng sự nghiệp | 199          | 83           | 15           | 3            | 55       | 21       | 3    | 0    | 272       | 107       |

1. ↑  Bao gồm KNVB Cup và DFB-Pokal
2. 1 2 3 4  Ra sân tại UEFA Champions League
3. 1 2  Ra sân tại Siêu cúp Hà Lan
4. ↑  Ra sân hai lần và ghi một bàn thắng tại UEFA Champions League, ra sân tám lần và ghi năm bàn thắng tại UEFA Europa League
5. ↑  Ra sân tại UEFA Europa League
6. ↑  Ra sân sáu lần và ghi ba bàn thắng tại UEFA Champions League, ra sân hai lần và ghi một bàn thắng tại UEFA Europa League
7. ↑  Ra sân tại DFL-Supercup

### Quốc tế
Tính đến 19 tháng 11 năm 2024
| Đội tuyển quốc gia | Năm       | Trận | Bàn |
| ------------------ | --------- | ---- | --- |
| Hà Lan             | 2019      | 4    | 1   |
| Hà Lan             | 2020      | 2    | 0   |
| Hà Lan             | 2021      | 11   | 3   |
| Hà Lan             | 2022      | 2    | 0   |
| Hà Lan             | 2023      | 9    | 1   |
| Hà Lan             | 2024      | 13   | 4   |
| Tổng cộng          | Tổng cộng | 41   | 9   |

Tỷ số và kết quả liệt kê bàn thắng của Hà Lan được để trước, cột tỷ số cho biết tỷ số sau mỗi bàn thắng của Malen.
| # | Ngày                 | Địa điểm                              | Trận | Đối thủ    | Bàn thắng | Kết quả      | Giải đấu                      |
| - | -------------------- | ------------------------------------- | ---- | ---------- | --------- | ------------ | ----------------------------- |
| 1 | 6 tháng 9 năm 2019   | Volksparkstadion, Hamburg, Đức        | 1    | Đức        | 3–2       | 4–2          | Vòng loại UEFA Euro 2020      |
| 2 | 30 tháng 3 năm 2021  | Sân vận động Victoria, Gibraltar      | 8    | Gibraltar  | 5–0       | 7–0          | Vòng loại FIFA World Cup 2022 |
| 3 | 7 tháng 9 năm 2021   | Johan Cruyff Arena, Amsterdam, Hà Lan | 15   | Thổ Nhĩ Kỳ | 6–0       | 6–1          | Vòng loại FIFA World Cup 2022 |
| 4 | 11 tháng 11 năm 2021 | De Kuip, Rotterdam, Hà Lan            | 16   | Gibraltar  | 6–0       | 6–0          | Vòng loại FIFA World Cup 2022 |
| 5 | 14 tháng 6 năm 2023  | De Kuip, Rotterdam, Hà Lan            | 22   | Croatia    | 1–0       | 2–4 (s.h.p.) | UEFA Nations League 2022–23   |
| 6 | 22 tháng 3 năm 2024  | Johan Cruyff Arena, Amsterdam, Hà Lan | 29   | Scotland   | 4–0       | 4–0          | Giao hữu                      |
| 7 | 10 tháng 6 năm 2024  | De Kuip, Rotterdam, Hà Lan            | 32   | Iceland    | 3–0       | 4–0          | Giao hữu                      |
| 8 | 2 tháng 7 năm 2024   | Allianz Arena, München, Đức           | 35   | România    | 2–0       | 3–0          | UEFA Euro 2024                |
| 9 | 2 tháng 7 năm 2024   | Allianz Arena, München, Đức           | 35   | România    | 3–0       | 3–0          | UEFA Euro 2024                |

## Danh hiệu

### Câu lạc bộ

#### PSV
- Eredivisie: 2017–18[16]

Borussia Dortmund
- Á quân UEFA Champions League: 2023–24

### Cá nhân
- Con bò đồng (Bronze Bull): Jupiler League 2017–18[15]
- Cầu thủ Eredivisie xuất sắc nhất tháng: Tháng 9 năm 2019, tháng 2 năm 2021
- Cầu thủ Bundesliga xuất sắc nhất tháng: Tháng 4 năm 2023[34]